# Šikana

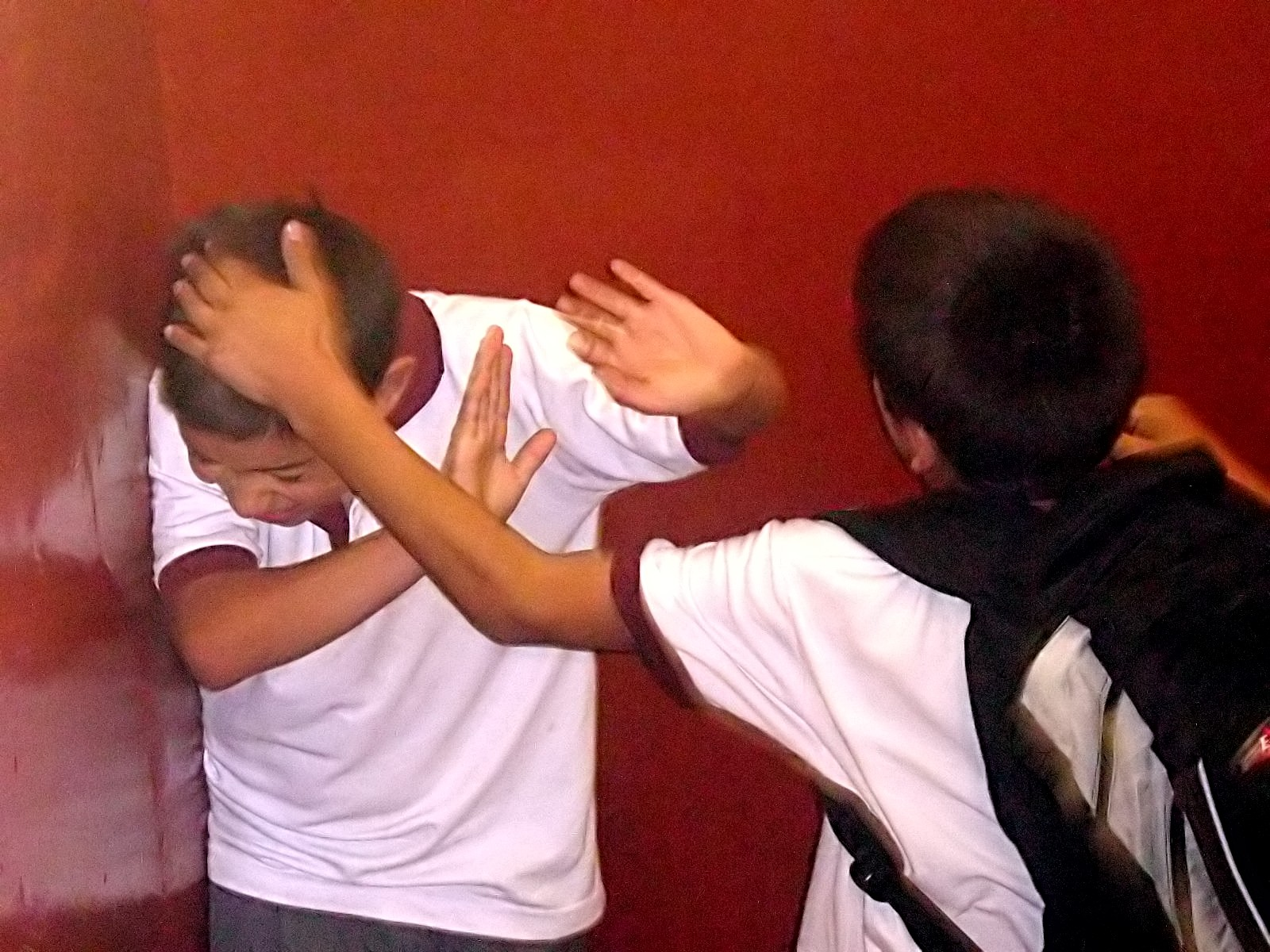
Psychická i fyzická šikana je častá i na školách

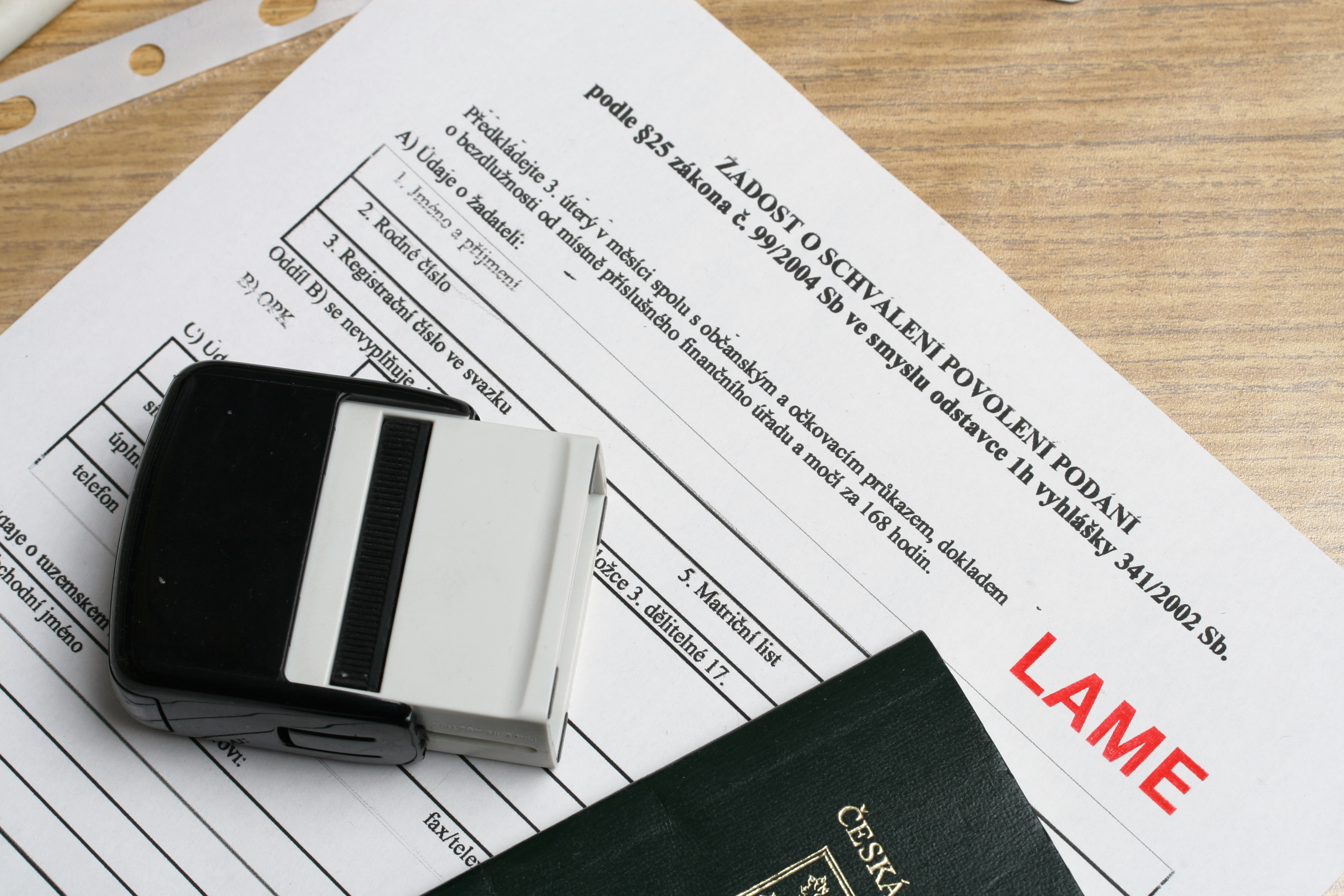
Vyžadování nesmyslných formulářů je šikanou v původním smyslu slova

Šikana (z francouzského chicane) je nebezpečný sociálně patologický jev, při kterém je omezována svoboda, svoboda rozhodování, je ponižována lidská důstojnost a čest, často je obětem ubližováno na zdraví či na majetku. Označuje různorodé fyzické i psychické zneužívání slabšího nebo odlišného jedince v kolektivu nebo ve společnosti. Zpravidla má agresor nad obětí fyzickou, početní nebo mocenskou převahu. Následky šikany si kromě oběti do dalšího života odnášejí i všichni ostatní zúčastnění.
Právní definice šikany neexistuje, ale Ministerstvo školství ČR vymezilo problematiku v metodickém pokynu MŠMT č. 21291/2010-28, kde za šikanu považuje nikoliv nutně opakované jednání, které je založeno na vědomé, záměrné, úmyslné a obvykle skryté snaze ublížit fyzicky, emocionálně a/nebo sociálně a je charakteristická nepoměrem sil, bezmocností oběti, nepříjemností útoku pro oběť a samoúčelností agrese. Šikanou podle MŠMT naopak není tzv. škádlení nebo agrese, kde chybí nepoměr sil nebo kde oběť může stejnou měrou oplácet. Pokud škádlení jednostranně pokračuje, přerůstá v šikanu.
K šikaně dochází ve všech skupinách věkových i sociálních, a dokonce napříč mezi nimi (tj. šikana mezi různě starými lidmi z různých společenských vrstev). Šikana může být v jakémkoliv typu škol a školských zařízeních, v armádě, ve sportovním klubu, ve vězení (šikana spoluvězně anebo snaha šikanovat personál ve vězení), ale i v rodině (méně oblíbené dítě, ale i dospělý), viz domácí násilí (na mužích i ženách), v zaměstnání (podle toho, zda je původcem kolega či nadřízený, se jedná o mobbing nebo bossing) či nejobecněji ve společnosti (např. šikana hosta v restauraci, v bydlišti atp.). Někdy bývá jako „šikana“ označováno také byrokratické obtěžování a omezování občanů úředníky.

## Původ a význam slova
Slovo šikana má původ ve francouzském „chicane“, což znamená „zlomyslné obtěžování, týrání, sužování, pronásledování, byrokratické lpění na liteře předpisů, například vůči podřízeným nebo vůči občanům, od nichž šikanující úředníci zbytečně vyžadují nová a nová potvrzení a razítka, nechávají je pro nic za nic čekat atd.“ V tomto významu se slovo šikana uplatňuje právě v souvislosti se zneužíváním moci nebo zneužitím práva a obtěžováním v byrokratických systémech. Šikanovat tak mohou např. státní úředníci anebo policisté.
Dnes je však častěji používáno jako synonymum pro psychotraumatizaci ve skupině, přičemž je především označením pro opakovanou sociální devalvaci, konkrétně týrání, zotročování, ponižování nebo omezování jedince, popřípadě skupiny jiným jedincem anebo skupinou prostřednictvím přímé agrese či jiné manipulace.
V přeneseném smyslu se pak slovo používá pro označení jakéhokoliv omezování (často, potažmo nejčastěji aktuálně) slabších subjektů silnějšími. V dopravní terminologii se jako šikana označuje zakřivení vozovky obrubníkovými výběžky, které nutí řidiče zpomalit a tak slouží ke zklidňování dopravy.

## Charakteristika šikany

### Podstata a rysy
Šikana může mít fyzickou i psychickou podobu a projevuje se ve všech skupinách věkových i sociálních. Za určitých okolností může šikanování přerůst až do forem skupinové trestné činnosti (včetně zločinného spolčení) a v některých opravdu závažných případech nabýt i rysy organizovaného zločinu.
Asi nejkomplexněji šikanu představuje ve svých knihách PhDr. Michal Kolář, který pracuje s tzv. „trojrozměrným praktickým pohledem na šikanování“. Tímto pohledem zkoumá vnější znaky, kterými se šikana vykazuje, charakter vztahu agresora a oběti a vývojové stádium, v němž se konkrétní případ nachází.

#### Vnější znaky
Definice šikany jako „opakovaného týrání, zotročování, ponižování nebo omezování jedince nebo skupiny jiným jedincem nebo skupinou prostřednictvím agrese či manipulace“ se opírá právě o vnější znaky šikanování.
Charakteristické vnější rysy šikany jsou dále:
- záměrnost jednání,
- nepoměr sil mezi agresorem a obětí (zpravidla vlastní fyzická síla, početní převaha agresorů, často/případně i aktuální psychická převaha nad méně odolným jedincem),
- samoúčelnost agrese, tj. šikanujícímu někdy nejde primárně o dosažení konkrétního cíle, zisku, případně ztráty, a to včetně ztráty časové (sama agrese je původním a hlavním cílem šikany, protože je nejmarkantnějším stvrzením převahy útočníka, proto mu poskytuje nezastupitelné uspokojení)[9]
- její opakování (jednorázovou agresi je možné považovat za šikanu v případě, že se agresor a oběť již znovu nesetkali).[10]

Šikanu je možné členit dle následujících kritérií:
- „viditelnost“ šikany – šikanování zjevné (fyzické útoky, psychické ponižování, vydírání) a skryté (vyloučení ze skupiny), přičemž Kolář mluví o šikaně přímé a nepřímé,[12] obsahově je však oboje dělení velmi blízké;
- míra nutné aktivity oběti – pasivní snášení útoků a nedobrovolné vykonávání příkazů agresora;
- forma útoku – fyzické nebo verbální šikanování, dále i ničení a odcizování osobních věcí.

Kritéria dělení umožňují klasifikovat různé typy šikany. Znalost variant a typologie usnadňuje „léčení“ i odhalení signálů, které šikanovaný dává svému okolí.
Tradiční křticí rituály zacházení s nováčky (např. úklid míčů po tréninku jen nováčky) mj. nejsou šikanou v pravém slova smyslu. Od šikany jako takové se odlišují tím, že „slouží spíše zábavě, jsou jednorázové, oběť je často podstupuje dobrovolně, přičemž ví, že jde o zkoušku, při které se vše řídí pravidly a zvykovým právem“.
Vhodnější je tedy v těchto případěch patrně označení „praktiky blízké šikaně“.

#### Vztah oběti a agresora
Vztah, který se vytvoří mezi agresorem a obětí, může být až překvapivě silný. Příčinu je možné hledat v absenci citových vztahů, které jedinec substituuje intenzivním vztahem navázaným skrze šikanu, nebo v závislosti ne nepodobné závislosti drogové. V druhém případě vznikne u šikanujícího „návyk“, který musí uspokojovat stále většími dávkami. U oběti naproti tomu může pod tlakem šikany dojít k identifikaci s agresorem. V souvislosti s tím můžeme mluvit o vzniku „pseudosvědomí“, které šikanovaného kárá za negativní myšlenky o šikanujícím. To jsou jedny z důvodů, proč je velmi nevhodné konfrontovat oběť s agresorem či je jen společně vyslýchat. Oběť se při pohledu na svůj „vzor“ může agresora zastávat, nechce ho podrazit, často odvolává svá předchozí svědectví a případ před agresorem zlehčuje.

#### Vývoj
Na šikanu je možné nahlížet jako na onemocnění skupiny. Pojem psychotraumatizace ve skupině ukazuje, že se nejedná jen o vztah mezi agresorem a obětí, nýbrž že jde o infekci, která postihla vztahy v celé skupině. Vývoj této choroby pak postupuje od prvotního ostrakismu, přes počátky systematizace a vytvoření jádra šikanujících, až po fázi, kdy normy agresorů přijímají či respektují všichni členové skupiny, páni i otroci, a kdy je možné mluvit o dokonalé šikaně. Poslední fáze mohou být provázeny zapojením šikany do oficiální struktury příslušné instituce (především věznice či armáda, ale i školská zařízení a u mobbingu pracoviště). V takových případech pak šikanující představují „příkladné“ členy kolektivu, kterých se instituce mnohdy zastává.
Znalost vývojových stádií je podmínkou pro úspěšnou léčbu. Aplikace nevhodných metod pro konkrétní fázi nebo náprava založená pouze na odstraňování vnějších znaků může vést ke zhoršení situace a k prohloubení šikany.

### Příčiny
Příčiny nárůstu agrese (tedy i šikany) je možné vidět v rychle se měnících životních podmínkách, v absenci požadavku na neagresivní chování i v obecné krizi autority. V takovém prostředí pak skupinová dynamika může vést k agresi projevované například šikanou.
Nejsilnějším faktorem, který ovlivňuje vznik šikany, jsou osobnostní charakteristiky členů skupiny. Podstatná je také osobnost autority, pod kterou skupina spadá, např. nadřízený, učitel, rodič. Nevhodné chování autority může být dokonce impulzem ke vzniku šikany nebo jejím podpůrným faktorem. Pouze ve strukturách, v nichž je šikana tradicí (armáda, vězení, ale i školská zařízení, v nichž není šikana dlouhodobě řešena), ustupuje profil osobnosti do pozadí. Šikana se objevuje převážně tam, kde je kolektiv uzavřeným celkem, z něhož nelze kdykoliv beztrestně vystoupit (škola, vojna, vězení).

#### Charakteristika aktérů
Agresoři bývají starší, fyzicky vyspělejší jedinci nebo skupina disponující početní převahou. Šikanující mnohdy pochází z prostředí, kde je agrese prostředkem jednání. K šikanování ho často vede vlastní zakomplexovanost, nedostatek sebevědomí a nejistota. K oběti bývá bezohledný a mnohdy ji považuje za méněcennou.
Obětí bývá často jedinec, který se nějak odlišuje. Spektrum odlišností je velké, nejčastěji jsou šikanováni jedinci handicapovaní vzhledově, sociálně či fyzicky, lidé úzkostní, plaší, či ti, kteří se odlišují rasově, národnostně, vyznáním víry nebo chováním. Stejně tak se může obětí stát nový člen skupiny (nový žák, spolupracovník).
Šikanující i šikanovaní mají některé společné rysy. Mají horší výsledky (ve škole, v práci), jsou v kolektivu méně oblíbeni, mívají nižší sebevědomí a častěji zakoušejí problémy v rodině. V jedné osobě se také může spojovat role oběti a agresora. U těchto tzv. „agresivních obětí“ jsou ještě umocněny negativní důsledky šikany ve srovnání s jednoznačnými oběťmi či jednoznačnými agresory.

### Formy
Formu ovlivňuje jednak věk účastníků (u dětí jsou praktiky mírnější než u mladistvých), pohlaví (u mužů je typičtější fyzická forma, u žen psychická a šikanování ženami je obecně méně častější). Nejkrutější formy šikanování se objevují tam, kde je oběť nucená pobývat společně s agresorem na jednom místě (školní zájezdy, internáty, výchovné ústavy, věznice apod.).
Mezi formy šikany patří ignorování oběti, její izolace, pomlouvání a zesměšňování (snižování pozice v kolektivu), ale i vyhrožování, udílení násilných a manipulativních příkazů a vydírání. Dále sem řadíme krádeže věcí, jejich poškozování a nedovolenou manipulace s nimi. V neposlední řadě jde o praktiky fyzického násilí, a to i za použití zbraní. Nelze pominout ani šikanu se sexuálním podtextem, ta sahá od verbálního obtěžování až k pohlavnímu zneužívání a znásilnění.
Novým fenoménem je kyberšikana. Ta využívá možností, které jí poskytují moderní technologie, jako jsou mobilní telefony, fotoaparáty, kamery a internet. Příkladem může být nahrání ponižující situace na mobilní telefon a její rozesílání ve formě MMS či přes internet. Jde pak o „dovršení“ klasické šikany. Jiným odvětvím kyberšikany je terorizování jiných pomocí e-mailových zpráv, blogů atd.
Kolář
ve své knize Bolest šikanování uvádí třístránkový „reprezentativní přehled konkrétních typů a forem agresí a manipulací“, které zaznamenal při šetření a nápravě učňovských šikan ve své poradenské praxi.

### Stádia (stupně) šikany
Stádia (stupně) šikany podle Koláře (vydáno v r. 1997):

#### 1. stupeň (zrodostrakismu)
Šikana se může objevit kdekoliv, podmínky jejího vzniku nejsou totiž nijak neobvyklé. V každé skupině se najdou jedinci, kteří jsou méně oblíbení a vlivní.
Jde o mírné, převážně psychické formy násilí, kdy se ostrakizovaný člen necítí dobře. Ostatní ho více či méně odmítají, nebaví se s ním, pomlouvají ho, spřádají proti němu intriky a dělají na jeho účet drobné legrácky.

#### 2. stupeň (fyzická agrese a přitvrzování manipulace)
Existuje více důvodů pro postoupení do druhého stádia. Jedna z možností je odreagování žáků prostřednictvím nejslabšího jedince, který funguje jako ventil. Druhá možnost může nastat na školních zájezdech, kdy nejslabší slouží jako oživení programu. Třetí možnost nastane, když se ve třídě sejde více agresivních jedinců, kteří prostřednictvím násilí uspokojují své potřeby. Při bití a týrání zažívají jedinci pocit moci, který prolomí poslední zábrany.
Ovšem ani v tomto stupni nemusí šikana vypuknout. V případě, že ve třídě existuje soudržnost, kamarádské vztahy a převažují pozitivní mravní hodnoty, kdy žáci mají zásadně negativní postoje k násilí a ubližování slabším, pokusy o šikanování neuspějí.

#### 3. stupeň (klíčový moment – vytvoření jádra)
V tomto stupni se vytvoří skupinka agresorů, tzv. úderné jádro, které nyní již spolupracuje systematicky. Skupina je nyní rozdělena na řadu podskupin bojujících o vliv. Jestliže se do této doby nezformuje silná pozitivní podskupina, která bude alespoň rovnocenným partnerem podskupině tyranů, tažení tyranů za mocí může nerušeně pokračovat.

#### 4. stupeň (většina přijímá normy agresorů)
Nyní jsou normy agresorů přijaty, většina je považuje za nepsané zákony. Kolář (1997) varuje, že v této fázi se i mírní a ukáznění žáci začnou chovat krutě, týrat spolužáka a dokonce u toho pociťovat uspokojení.

#### 5. stupeň (totalita neboli dokonalá šikana)
V poslední fázi dochází nastolení totalitní ideologie šikanování. Žáci jsou rozděleni na dvě skupiny lidí – na agresory a na oběti. Agresoři využívají vše, co lze zužitkovat, od materiálních věcí až po školní znalosti. Agresoři ztrácí veškeré zábrany, chtějí pouze provádět násilí, které považují za normální, dokonce za legraci. Tento nejvyšší stupeň je příznačný spíše pro šikany ve věznicích, vojenském prostředí a výchovných ústavech pro mládež. V mírnější podobě se však někdy vyskytuje i na školách.

## Dopad na zúčastněné
Jak bylo zmíněno výše, šikanování se týká všech členů skupiny, v níž k ní dochází. Šikanování proto negativně postihuje oběť, ale i agresora a ostatní členy skupiny. Zasáhnout však může i jedince stojícího mimo skupinu, například rodiče šikanovaného.
U agresorů dochází k upevňování antisociálních postojů. Odnášejí si zkušenost, že agresivní chování je možné využívat k osobnímu prospěchu. V dalším životě pak mají častěji problémy se zákonem.
Ostatní členové kolektivu („přihlížející“) přijímají názor, že společnost není schopna zajistit bezpečnost některým jedincům a že porušování mravních i zákonných norem není trestáno. V budoucnosti se pak při setkání s porušováním norem chovají pasivně nebo se takového porušování mohou sami dopouštět.
Oběti šikany trpí pochopitelně nejvíce. Potíže, které se u nich objevují, je možné zahrnout mezi posttraumatické stresové poruchy. U šikanovaných jedinců dochází ke zhoršení pracovních výsledků (školního prospěchu) a častější absenci v zaměstnání či záškoláctví. Klesá jejich sebevědomí a sebehodnocení, mají problém s navazováním vztahů. Dostavuje se i tzv. kumulovaný efekt, oběť získává pocit, že není v pořádku a šikanování si zaslouží. Deprese a apatie může šikanovaný řešit útěkem k drogám a alkoholu. V závažnějších případech může přistoupit i k pokusu o sebevraždu.
Podobně jako u ostatních členů skupiny také u obětí šikany roste pravděpodobnost, že se v budoucnu budou dopouštět neetického chování a násilí.

### Právní důsledky
V právu se šikanou míní „úmyslné jednání, které je namířeno proti jinému subjektu a které útočí na jeho důstojnost", přičemž není důležité zda k němu dochází slovními útoky, fyzickou formou nebo hrozbou násilí. Kromě úmyslného jednání musí být splněny další podmínky: pachatel se dopustil jednání naplňujícího znaky trestného činu podle trestního zákoníku, musí být prokázán úmysl a míra společenské nebezpečnosti tohoto jednání a jednání dosahuje intenzity uvedené v zákoně. Šikana bývá postihována jako: trestný čin omezování osobní svobody, vydírání, vzbuzení důvodné obavy, loupež, ublížení na zdraví, poškozování cizí věci, znásilnění či pohlavní zneužívání. U mladších 15 let nedochází k trestní odpovědnosti, ale může být použito jiné opatření (ústavní výchova) nebo mohou být postiženi rodiče. Jedno jednání může být kvalifikováno i jako více trestných činů.

## Typy šikany

### Školní šikana

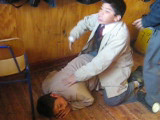
Příklad fyzického násilí

Šikana ve škole není novinkou, je patrně stejně stará jako škola sama. Vědecká diskuse o šikaně však započala až v roce 1969 ve Skandinávii a až na konci osmdesátých let 20. století byly publikovány výzkumy i jinde ve světě (Velká Británie, USA, Austrálie, Japonsko, Nizozemsko, Kanada). Impulzem byly alarmující znaky, které vykazuje šikanování dnešní doby. Dochází k nárůstu počtu případů šikany, nárůstu brutality a rafinovanosti a naopak klesá věk aktérů šikanování. Nově se objevuje fenomén „šikanovaného učitele“.
Ministerstvo školství šikanu definuje následovně:
| „ | Šikanování je jakékoliv chování, jehož záměrem je ublížit jedinci, ohrozit nebo zastrašovat jiného žáka, případně skupinu žáků. Je to cílené a obvykle opakované užití násilí jedincem nebo skupinou vůči jedinci či skupině žáků, kteří se neumí nebo z nejrůznějších důvodů nemohou bránit. Zahrnuje jak fyzické útoky v podobě bití, vydírání, loupeží, poškozování věcí druhé osobě, tak i útoky slovní v podobě nadávek, pomluv, vyhrožování či ponižování. Může mít i formu sexuálního obtěžování až zneužívání. Šikana se projevuje i v nepřímé podobě jako nápadné přehlížení a ignorování žáka či žáků třídní nebo jinou skupinou spolužáků. | “ |
| — Metodický pokyn ministra školství, mládeže a tělovýchovy č. j. 28 275/2000 – 22 k prevenci a řešení šikanování mezi žáky škol a školských zařízení | |   |

Ve své zárodečné formě je šikana přítomna prakticky na všech školách. Výzkum z roku 2001 provedený na 66 základních školách, při němž bylo osloveno přes 6000 žáků, přinesl šokující výsledky: na 2. stupni ZŠ je šikanováno 41 % žáků. Šikanování většinou neprobíhá cestou ze školy či do školy tzv. na ulici, nýbrž v prostorách školy (v šatnách, na záchodcích a všude jinde, kde jsou děti bez dozoru). Problémem statistického zachycení šikany je její skrytost, neochota některých učitelů a ředitelů přiznat výskyt šikany, ale i rozdílné chápání toho, jaké chování už je možné za šikanu považovat.
Šikana se nevyhýbá ani středním školám, může se objevit i na vysokých (koleje). Výraznější je na učilištích. Ve všech případech však šikana snižuje, pokud přímo neznemožňuje, pedagogické působení školy. Výchovný i vzdělávací efekt je v takových skupinách minimální.
V 90. letech 20. století se v České republice nově objevila šikana motivovaná sociálně-ekonomickými rozdíly mezi žáky a jejich rodinami. Tyto rozdíly se projevují např. v oblečení či v mobilních telefonech, a jsou agresorům vítaným nástrojem, jak zasáhnout oběť na citlivém místě. V zavedení školních uniforem pak někteří vidí způsob, jak utlumit viditelnost sociálně-ekonomických rozdílů mezi dětmi.

#### Prevence a řešení
Řešení školní šikany má řadu překážek, mezi které může patřit chování učitelů, ředitelů i samotných žáků či nedostatečné legislativně-kázeňské pravomoci školy.
Pomineme-li tzv. utopická řešení, např. zrušení škol či úplné nahrazení školní docházky domácím vzděláváním, můžeme šikaně předcházet především zajímavou výukou s atraktivním programem. Prevenci šíření šikany pak dále představuje:
- praktikování dozorů.
- snaha odhalit šikanu cíleným pozorováním a dotazováním (i formou dotazníků a sociometrických šetření).
- práce s (potenciální) obětí za účelem zvýšení sebedůvěry i odolnosti proti projevům šikany, přičemž např. Pavel Říčan dokonce mluvil o „výchově k násilí“,[39]
- práce s (potenciálními) agresory, tj. zejména pěstování empatie, pomoc při budování jejich osobní perspektivy i s programy na odplavení stresu a agresivity, a to jinak než návykovými látkami (alkohol atd.),
- práce se všemi žáky, která sestává z osvěty, mravní výchovy, pěstování spolupráce atp.

Žáci a studenti by měli být vedeni k participaci na předcházení šikaně i na jejím řešení, ať již formou samosprávy nebo školních projektů. Jednoznačně přínosná je také dlouhodobá spolupráce s rodiči žáků a s institucemi, které se šikaně věnují (státní i nevládní organizace).

#### Šikanovaný učitel
Stále častěji se obětí šikany stávají učitelé. Podle studie uveřejněné v časopise Pedagogika jsou útoky ze strany žáků důvodem, proč více než deset procent českých středoškolských učitelů uvažuje o odchodu ze školství.

### Šikana na pracovišti – mobbing, bossing a staffing
Mobbing označuje nejrůznější formy znepříjemňování života na pracovišti. Charakteristická je pro ně skrytost, rafinovanost a zákeřnost. Při rozhodování, zda už jde o mobbing, se užívá tzv. Leymannova pravidla za mobbing lze považovat pouze chování, které se objevuje alespoň 1× týdně po dobu minimálně 6 měsíců. Někdy bývá pod mobbing zařazováno i sexuální obtěžování na pracovišti, přičemž jiné pojetí vymezuje mobbing jako špatné zacházení bez sexuální či rasové příčiny. Dle výsledků výzkumu z roku 2002 je obětí mobbingu 4–8 % pracujících.
Bossing je druh mobbingu specifický tím, že šikany se dopouští nadřízený pracovník. Příčinou bossingu může být strach o vlastní pracovní pozici, obavy, že by ho mohl nahradit jeho podřízený. Spouštěčem může být také „tlak shora“, kdy vedoucí pracovník na podřízeného přenáší frustraci z vlastního neúspěchu.
Staffing je šikana ze strany podřízeného k nadřízenému.

### Šikana varmádě

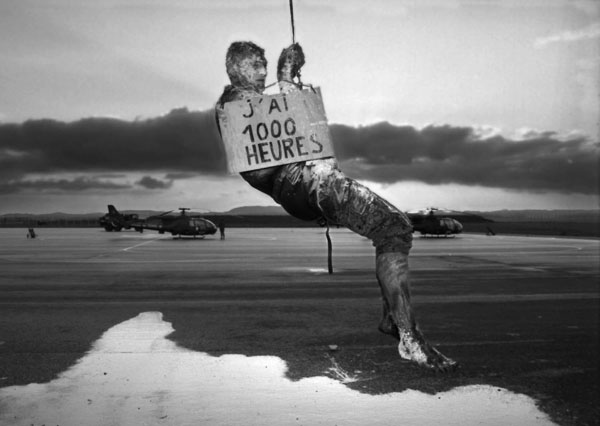
Křtící rituál ve francouzské armádě.

Oběťmi vojenského šikanování jsou outsideři (nováčci, fyzicky méně výkonní apod.), od nichž se očekává podřízení služebně starším či zdatnějším. Šikana u vojáků základní vojenské služby má často charakter rituálu přijímaného oběťmi jako nutné zlo, oběti si jsou vědomé toho, že za určitý čas získají stejnou pozici a stejnou moc jako dnešní šikanující, samy se stanou „mazáky“, tedy služebně staršími vojáky. Noví mazáci mají poté i „právo“ na odreagování předchozího příkoří, ovšem ne na jeho původcích, ale na nových outsiderech. Sociálním učením se tento zvyk přenáší na stále další ročníky. Málokdo je ochoten přerušit tento řetěz. Se šikanou se roku 1996 dle průzkumu setkalo asi 96 % vojáků české armády. Šikana během základní vojenské služby se skládala z nepřeberného množství praktik (např. Sahara, Bufet, Jukebox, Gagarin, Kostky, Semafor, Listí, Mapa, Vlak, Kraken aj.).
Systém „mazáků“ (tj. služebně starších) a „bažantů“ (tj. nováčků) není specifikem pouze armády. Setkáváme se s ním i v tzv. uzavřených institucích, jakými jsou například internát, výchovný ústav, nápravně léčebné zařízení a věznice.
Některé oficiální státní struktury však praktiky blízké šikaně i využívají. Jde především o zacházení se zajatci a špiony v době válečného konfliktu či o pravomoci bezpečnostních složek nedemokratických režimů. Armádní a příbuzné instituce uplatňují tyto praktiky i vůči svým členům, a to s úmyslem zvýšit jejich fyzickou i psychickou odolnost (např. u Hitlerjugend ale i u U. S. Marine Corps).